# Maurice Stasino
Mauritius Clemens Stasino (28 augustus 1888-?) was een Belgisch architect.

## Biografie

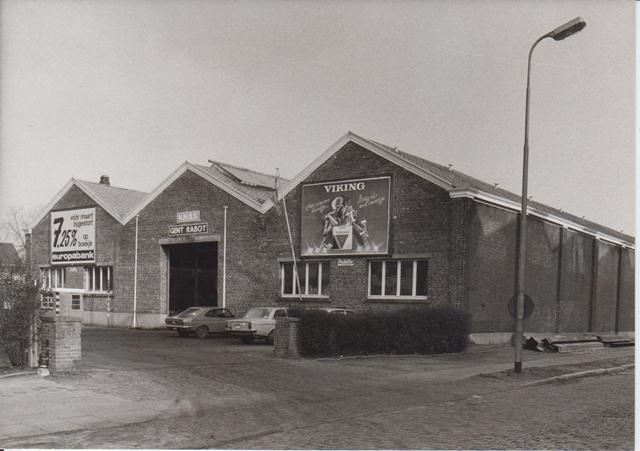
Spoorwegenloods aan het Station Gent-Rabot.

Stasino's bekendste ontwerp is dat van een stuk van het Atelier Central de Réparation waar hij de plannen voor maakte in 1926 voor de Belgische spoorwegen. In 1928 ontwierp hij een goederenloods aan het Station Gent-Rabot. Verder zijn er ook nog enkele woonhuizen van hem beschermd erfgoed.

## Ontwerpen
- Atelier Central de Réparation ook wel Het Arsenaal (Gentbrugge)[2][3]
- Goederenloods Station Gent-Rabot
- Hoekhuis, Baudelostraat 32 Gent